# 新原芳明
新原 芳明（しんはら よしあけ、1950年〈昭和25年〉3月27日 - ）は、日本の地方政治家、財務官僚。呉市長（2期）。富山県副知事や造幣局理事長などを歴任。

## 略歴
広島県呉市川原石に生まれる。呉市立港町小学校、修道中学校卒業。1968年（昭和43年）3月、修道高等学校卒業。1972年（昭和47年）3月、東京大学法学部第2類（公法コース）卒業。同年4月、大蔵省に入省（銀行局金融制度調査官付）。
大阪国税局調査部国税調査官、大蔵省主税局総務課総務第一係長、伊勢税務署長、外務省在ベルギー日本国大使館一等書記官、大蔵省主計局運輸係主査、広島国税局直税部長、在フランス日本国大使館参事官、大蔵省証券局企業財務課長などを歴任。
1995年（平成7年）7月、富山県副知事に就任。その後、金融企画局兼東京証券取引所監理官、総理府PFI推進室長、総務省大臣官房審議官（地域振興担当）、証券取引等監視委員会事務局長、社団法人信託協会専務理事などを歴任。2008年（平成20年）7月、独立行政法人造幣局理事長に就任。2015年（平成27年）3月、同職退任。
2017年（平成29年）11月12日に行われた呉市長選挙に出馬。自由民主党の推薦を受けた現職の小村和年、連合広島の推薦を受けた元衆議院議員の三谷光男、元文化女子大学教授の宮宇地一彦らを破り初当選した。11月19日に市長就任。
選挙の結果は以下の通り。
※当日有権者数：193,116人 最終投票率：52.41%（前回比：+10.29pts）
| 候補者名   | 年齢 | 所属党派 | 新旧別 | 得票数   | 得票率 | 推薦・支持         |
| ---------- | ---- | -------- | ------ | -------- | ------ | ------------------ |
| 新原芳明   | 67   | 無所属   | 新     | 38,181票 | 38.16% |                    |
| 小村和年   | 70   | 無所属   | 現     | 29,863票 | 29.84% | （推薦）自由民主党 |
| 三谷光男   | 58   | 無所属   | 新     | 29,146票 | 29.13% | （推薦）連合広島   |
| 宮宇地一彦 | 74   | 無所属   | 新     | 2,876票  | 2.87%  |                    |

2021年（令和3年）11月14日に行われた呉市長選挙に自民党・公明党の推薦と、立憲民主党県連と日本維新の会県総支部の支持を受けて立候補。三谷光男を約2000票差の僅差で破り、再選。

## 市政・人物

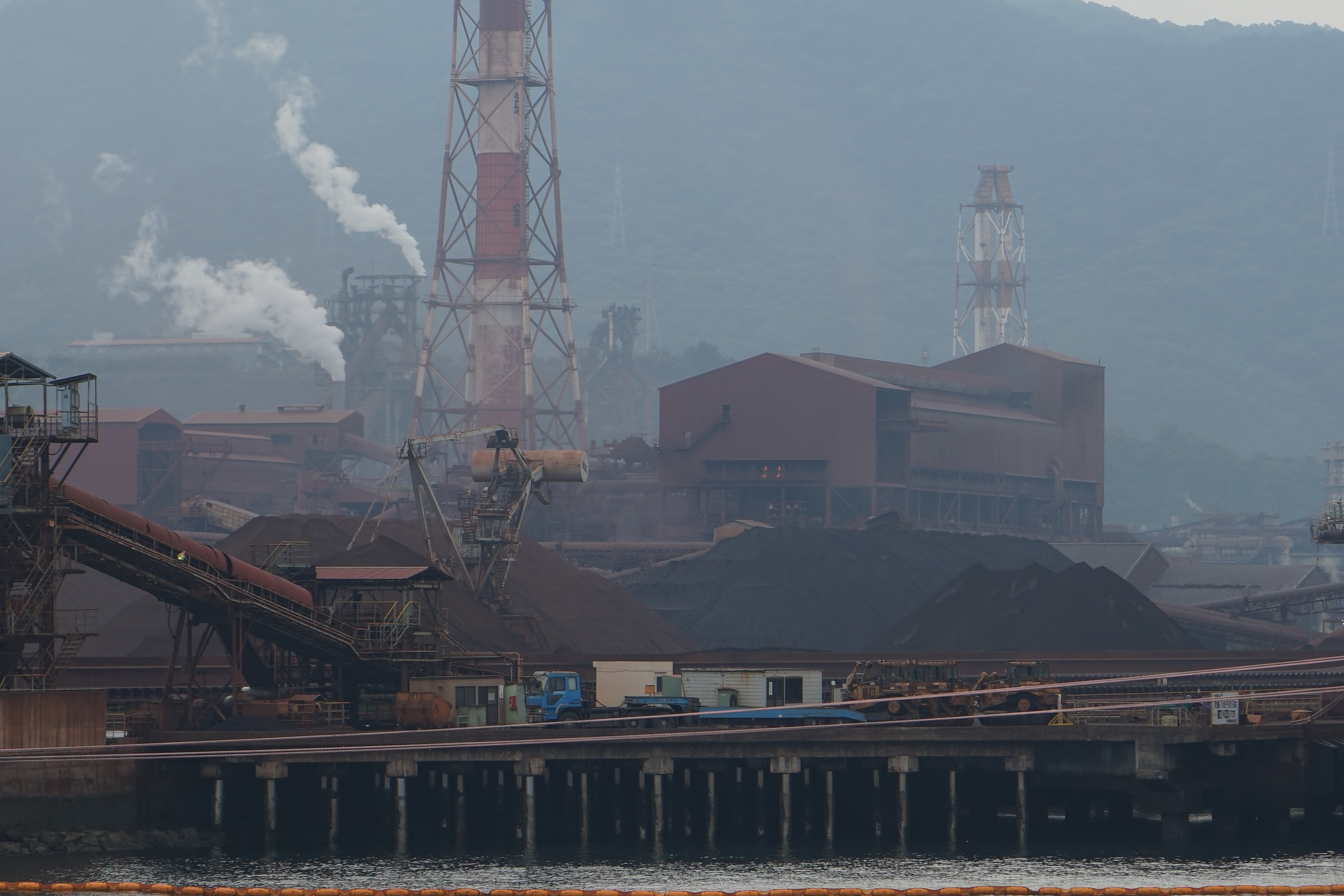
日鉄日新製鋼呉製鉄所（2014年撮影）

日鉄日新製鋼呉製鉄所の閉鎖問題
2020年（令和2年）2月7日、日本製鉄は日鉄日新製鋼呉製鉄所の全面閉鎖を発表。高炉2基の稼働を2021年（令和3年）9月までに止め、高炉でつくった粗鋼を鉄鋼製品に加工する設備も2023年（令和5年）9月末までにすべて休止することとなった。同日午前、新原は日鉄日新製鋼の柳川欽也社長と呉市内で面会。同じく柳川と面会した湯崎英彦知事は「事前に情報提供もなく、決定事項として発表したのは遺憾」と不信感をあらわにした。
呉海軍工廠跡に建つ呉製鉄所は戦後の地元経済を牽引してきた経緯があり、協力・関連会社を含めた従業員は今も計約3,300人に上る。取引先まで含めると、影響はさらに甚大で、日鉄日新製鋼などグループ6社との取引企業は県内に117社。全体の従業員数は約1万8千人に上る。同年2月12日、新原は対策チームを設置し、地元の経済団体や金融機関など8団体を集めた初会合を開いた。
同年11月9日、新原は呉商工会議所の神津善三朗会頭らの訪問を受け、再雇用に向けた説明会の実施などを求める13項目の陳情書を受け取った。「情報共有しながらできることから行っていきたい」と述べた。
新型コロナウイルス感染症対策
2020年（令和2年）5月27日、新型コロナウイルス対策の財源に充てるため、自身の6月期末手当を30％、副市長については15%減額する条例案を市議会臨時会に提出した。同日、同条例案は可決された。
統一教会関連
- 2021年（令和3年）11月の市長選の選挙期間中、支援者を通じて、世界平和統一家庭連合（旧統一教会）の関係者から、有権者に投票を呼びかける電話作戦の手伝いを受けた[20]。
- 2021年（令和3年）9月と市長選後にそれぞれ、上記の支援者を通じて、市内にある教団の教会で政策などを説明した[20]。
- 2021年（令和3年）10月、教団の関連団体のメンバーと会い、話をした[20]。

## 出演
- 『ファミリーヒストリー』第206回「角野卓造：夢と信念に生きた家族たち」（2023年11月10日、NHK総合）